# Pršilo za nos
Pršílo za nós je pršilo za aplikacijo zdravila v nos, na primer pršilo s fiziološko raztopino za čiščenje in vlaženje nosne sluznice. V pršilih za nos se uporabljajo tudi nekatere učinkovine, ki se v prebavilih razgradijo in se zaradi tega ne morejo jemati skozi usta. To so predvsem različni hormonski preparati, na primer antidiuretični hormon, estrogeni, oksitocin. Ker je nosna sluznica zelo dobro prekrvljena, je zelo primerna za vnos takih učinkovin, ki iz nosne sluznice preidejo v kri, po krvi pa se prenašajo po telesu.
V tekočem pršilu za nos je lahko raztopina, emulzija ali suspenzija. Običajno so na voljo v večodmernih vsebnikih, opremljenih z ustreznim aplikatorjem. So bodisi v vsebnikih pod tlakom bodisi v vsebnikih s pršilnim nastavkom.